# David Ajrapetian
David Valerjevitj Ajrapetian (ryska: Давид Валерьевич Айрапетян; armeniska: Դավիթ Վալերիի Հայրապետյան: Davit Valerii Hajrapetjan), född 26 september 1983 i Baku i Azerbajdzjanska SSR i Sovjetunionen (nu Azerbajdzjan), är en rysk boxare av armeniskt ursprung som tog OS-brons i lätt flugviktsboxning 2012 i London. 